# Neofidelia profuga
Neofidelia profuga là một loài ong trong họ Megachilidae. Loài này được Moure & Michener miêu tả khoa học đầu tiên năm 1955.